# Leslie Law
Leslie Law, född den 5 maj 1965 i Hereford, Herefordshire, är en brittisk ryttare.
Han tog OS-guld i individuell fälttävlan samt OS-silver i lagtävlingen i fälttävlan i samband med de olympiska ridsporttävlingarna 2004 i Aten.